# Moje 3
Moje 3 was een Servische meidengroep.

## Biografie
Het trio werd speciaal ter gelegenheid van het Beosong 2013 opgericht. Met het nummer Ljubav je svuda won Moje 3 deze nationale voorronde voor het Eurovisiesongfestival, waardoor de meisjes Servië mochten vertegenwoordigen op het Eurovisiesongfestival 2013 in het Zweedse Malmö. Ze traden als laatste aan in de eerste halve finale en haalden de finale niet.
Nevena Božović, een van de drie leden van de meidengroep, vertegenwoordigde haar land in 2007 reeds op het Junior Eurovisiesongfestival. Zij was de allereerste artieste die zowel had deelgenomen aan het Junior als aan het grote Eurovisiesongfestival.
Twee weken na afloop van het Eurovisiesongfestival werd bekendgemaakt dat de groep uiteenging en dat alle drie de meisjes verder gingen werken aan een solocarrière. In de nasleep van het Songfestival won de band wel nog de Barbara Dex Award voor de slechtst geklede artiest op het festival.
2007: Marija Šerifović · 
2008: Jelena Tomašević feat. Bora Dugić · 
2009: Marko Kon & Milaan · 
2010: Milan Stanković · 
2011: Nina Radojčić · 
2012: Željko Joksimović · 
2013: Moje 3 · 
2015: Bojana Stamenov · 
2016: Sanja Vučić · 
2017: Tijana Bogićević · 
2018: Sanja Ilić & Balkanika · 
2019: Nevena Božović · 
2021: Hurricane · 
2022: Konstrakta · 
2023: Luke Black · 
2024: Teya Dora · 
2025: Princ